# Anmyeondo
Anmyeondo är en ö i Sydkorea.   Den ligger i provinsen Södra Chungcheong, i den västra delen av landet. Arean är 114 kvadratkilometer. I norra delen av ön ligger en del av Taeanhaean nationalpark.
Administrativt tillhör större delen av ön Anmyeon-eup, men den sydligaste delen tillhör Gonam-myeon.
Terrängen på Anmyeondo är platt. Öns högsta punkt är 96 meter över havet. 